# 굶주림
굶주림 또는 기아(饑餓)는 영양 섭취가 극도로 부족한 것으로, 심각한 형태의 영양실조를 말한다. 인간의 경우, 1~2달 이상 지속되는 극심한 기아는 장기의 파괴와 사망을 일으키며, 죽지 않는다고 해도 몸이 약해지거나 신체 장애인이나 정신 장애인이 되어 번듯한 일자리를 구하지 못하게 되어 기아의 반복이라는 악순환이 생긴다.
국제 연합 산하 국제 연합 식량 농업 기구에 따르면 전 세계적으로 8억명이 기아에 시달리고 있으며, 매일 25,000명 이상의 사람이 기아로 사망하고 있다. 1초에 다섯 명 꼴의 어린이가 기아로 굶어 죽는다.

## 원인
기아는 주로 식량 부족으로 인한 것으로 이는 소수가 부를 독점하는(이를테면 브라질은 최대 농업국가임에도 토지를 소수 귀족들이 차지하고 대다수가 무토지 농민이기 때문에, 어린이와 어른들의 기아 문제가 심각하다.) 평등하지 못한 부의 분배 구조, 흉년, 전쟁, 과도한 외채, 전염병, 내전 등으로 물류가 원활하지 않은 이유로 발생한다.
최근에 발생하는 기아는 단순히 식량이 부족해서 라기 보다 식량 수요 증가에 따른 문제가 더 큰 것으로 보고 있다. 중국과 인도에서 굶주리던 사람들이 소득이 올라가자 육류에 대한 수요가 늘어났다. 이는 소와 돼지, 양들이 더 많이 곡물을 먹어야 한다는 것을 의미한다.
또한 원유가격 상승에 따라 대체 에너지로서의 원료로 곡물( 주로 옥수수 )을 사용하기 시작했다. 2009년 미국은 옥수수 생산량의 30%를 자동차 연료로 사용하는 에탄올을 제조하는데 사용하였고, 이는 2006년 대비 두 배 증가했다. 이에 따라 콩, 밀 같은 다른 작물은 생산량이 적어졌고 이 충격은 아프리카까지 전달되고 있다.

## 결과
직접적인 결과로는 많은 인구의 사망 또는 질병에 취약해지는 것이다. 또한 사회의 불안이 가중되어 혁명 또는 내전이 발생하는 경우도 있다. 또한 먹을 것을 찾아 대규모 이민 또는 이주가 발생한다. 1800년대 아일랜드 대기근은 대규모 기아사태를 발생시켰고 많은 아일랜드인들이 미국으로 이주하였다. (미국에 아일랜드계 사람들이 많은 이유가 이 때문이다.) 아프리카의 에이즈 확산의 일정부분은 영양결핍으로 인한 신체 면역기능 약화에도 원인이 있다.

## 기아의 생화학
성인의 기초대사량은 체중의 25~30배, 즉 체중이 60kg인 남성이라면 1500~1800칼로리 정도이다. 인간은 일상적인 활동의 에너지원으로 간과 근육에 글리코겐을 축적하고 있지만, 이것은 단식 후 약 1일 정도에 모두 혈당(글루코스)이 되어 온몸에서 소진된다. 글리코겐 대부분을 소진한 결과 혈당치가 저하되면 간에서 지방산이 베타 산화를 거쳐 케톤체(베타 하이드록시 아세트, 아세트산)로 변화한 후 혈류로 유출된다. 케톤체는 혈당을 대신해 온몸의 대체 에너지원으로 이용된다. 따라서 영양이 부족하면 우선 간과 근육 중의 글리코겐에 이어 간 지방이 에너지로 사용된다. 기아 상태가 더 진행되면 체지방 및 피하 지방등 간 이외의 지방이 혈류를 타고 간으로 옮겨져 이것 또한 간에서 베타 산화되어 케톤체로 변화한다. 그러면 인간은 수분 보충만 있으면 이론적으로 단식상태에서 2~3개월 정도 생존이 가능하지만, 이 한계를 넘으면 아사하게 된다. 체중 70kg, 체지방률을 20%로 가정한 남성을 예로들면 105일을 음식없이 살 수있지만, 이것은 어디까지나 계산이며 실제로 건강한 상태를 유지하는 것은 불가능하다. 그 이유는 인간의 채내에서는 단백질, 핵산,무기 염류등 다양한 생리 활성물질이 서로의 균형을 이루고 있으며, 이 균형을 유지하기 위해 필수 아미노산과 필수 지방산, 미네랄과 다양한 비타민을 음식에서 섭취할 필요가 있기 때문이다. 반대로 이러한 섭취가 없을 경우, 근육이 아미노산으로 분해되어 다른 단백질의 합성을 위한 아미노산이나 당(생합성)으로 사용된다.

## 같이 보기
- 기근
- 단식
- 배고픔
- 목마름